# Bactris setulosa
Espèce
Synonymes
- Bactris bergantina Steyerm.[2] [1]
- Bactris circularis L.H. Bailey[2]
- Bactris circularis L.H.Bailey[1]
- Bactris cuesa Crueg. ex Griseb.[2]
- Bactris cuvaro H. Karst.[2]
- Bactris falcata J.R. Johnst.[2]
- Bactris falcata J.R.Johnst.[1]
- Bactris kalbreyeri Burret[2] [1]
- Bactris sworderiana Becc.[2] [1]

Statut de conservation UICN

 NT  : Quasi menacé
Bactris setulosa est une espèce de plantes de la famille des Arecaceae.

## Publication originale
- Linnaea 28: 408. 1856.